# Клименко, Иван Петрович
Иван Петрович Клименко (1924 — ?) — советский организатор сельскохозяйственного производства, председатель колхоза «Днипро» Черкасского района Черкасской области, Герой Социалистического Труда (28.02.1986).

## Биография
Родился 18 марта 1924 года в селе Каплинцы Пирятинского района Полтавской области.
В 1951 г. окончил агрономический факультет Белоцерковского сельскохозяйственного института. Работал агрономом.
С 1966 по 1986 г. председатель колхоза «Днепр» («Дніпро»), с. Лески Черкасского района Черкасской области.

## Награды
- 1958 — орден Ленина
- 1966 — орден Трудового Красного Знамени
- 1971 — орден Трудового Красного Знамени
- 1982 — орден Дружбы народов
- 1986 — Герой Социалистического Труда. Звание присвоено за выдающиеся производственные достижения, досрочное выполнение заданий 11-й пятилетки и социалистических обязательств по увеличению производства и продажи государству продуктов животноводства, внедрение интенсивных технологий и передовых методов организации труда. Архивная копия от 12 августа 2018 на Wayback Machine